# Jay Rand
Jay J. Rand II (geboren am 4. März 1950 in Lake Placid, New York) ist ein ehemaliger US-amerikanischer Skispringer, der von 1968 bis 1978 internationale Wettkämpfe bestritt.

## Werdegang
Bei den Olympischen Spielen 1968 belegte er in Saint-Nizier den 35. Platz im Großhang und in Autrans den 42. Platz im Normalhang. Bei der Universiade in Rovaniemi 1970 belegte er den 30. Platz und wurde im selben Jahr nationaler Studentenmeister (NCAA-Champion) als Vertreter der University of Colorado. Es war der 37. Platz bei der Skiflug-WM in Oberstdorf 1973. Rand belegte bei der Vierschanzentournee 1973/74 den 59. Gesamtrang. Bei der Ski-WM in Falun 1974 belegte er Platz 33 auf der Normalschanze und Platz 52 (von 60 Teilnehmern) auf der Großschanze.
Nach seinem Karriereende war Jay Rand viele Jahre lang Manager des MacKenzie Intervale Ski Jumping Complex in Lake Placid und anschließend des Skigebiets Whiteface Mountain. Er war außerdem Vorsitzender der New York Ski Educational Foundation und kommentierte das Skispringen beim Fernsehsender ABC. Er wurde 2008 in die American Ski Jumping Hall of Fame gewählt.
Jay Rand ist der Schwiegervater des Alpinisten Andrew Weibrecht. Jays gleichnamiger Vater war ebenfalls Skispringer und hatte auf nationaler Ebene ein gutes Niveau.